# Леонтьев, Фёдор Иванович
Фёдор Иванович Леонтьев — русский военный и государственный деятель, стряпчий (1633), стольник (1636), думный дворянин, и окольничий (1682), сын нижегородского помещика Ивана Фёдоровича Леонтьева, представитель дворянского рода Леонтьевых.

## Биография
В 1633 году Фёдор Иванович Леонтьев занимал чин стряпчего, в 1636 году был пожалован в стольники, в 1639 году в чине рынды был при отпуске кызылбашских купцов и при приёме литовского гонца. В 1647—1648 годах — осадный воевода в Яблонове. По царскому поручению следил за строительством земляного вала от Яблонова до Корочи, а затем был назначен в сход к стольнику и воеводе князю Алексею Ивановичу Буйносову-Ростовскому, посланному на Украйну на случай набегов крымских татар.
В 1648—1650 годах Фёдор Иванович Леонтьев служил полковым воеводой в Алатыре. В 1651—1652 годах находился на воеводстве в крепости Атемар. Участвовал в 1652 году в походе на Ливны, Чернавск, Палицкую и Воронеж для смотра «переходцев черкас и белорусцев и устройства их на вечное житье в этих городах». В 1652—1653 годах — воевода в Саранске. В 1658—1659 годах Ф. И. Леонтьев находился на воеводстве в Тамбове, откуда сообщал царю, что крымские татары большими силами выступили на Тамбов и Козлов. В 1662—1663, 1672—1673 годах — дважды был воеводой в Саратове.
В 1670—1671 годах думный дворянин Фёдор Иванович Леонтьев участвовал в подавлении казацко-крестьянского восстания под руководством Степана Разина. Воеводы князь К. О. Щербатов и Ф. И. Леонтьев были отправлены царем Алексеем Михайловичем под Нижний Новгород и Арзамас, на помощь боярину князю Юрию Алексеевичу Долгорукову, назначенному главнокомандующим царскими войсками при подавлении народного восстания. Фёдор Леонтьев одержал несколько побед над крупными повстанческими отрядами в Арзамасском и Алатырском уездах.
В 1677 году был назначен на воеводство на Терек, а в 1682 году — пожалован в окольничие.